# Transports en commun de Tarbes
Alezan, était le réseau de transport en commun desservant 12 des communes de la Communauté d'agglomération Tarbes-Lourdes-Pyrénées.
Le 17 octobre 2020, le réseau est remplacé par les transports en commun de Tarbes-Lourdes-Pyrénées, réseau unifiant les différentes offres existantes sur le périmètre de la communauté d'agglomération Tarbes-Lourdes-Pyrénées.

## Histoire
L'exploitation du réseau a été confié à Keolis Grand Tarbes devenu Keolis Tarbes Lourdes Pyrénées dans le cadre d'une délégation de service public (DSP) en 2020. L'entreprise a recours à la sous traitance pour certaines lignes.
- Keolis Tarbes Lourdes Pyrénées : 1, 2, 3, 4, 5, 6, 7, 12, 15, 16, 17, navette centre-ville, navette du marché
- Keolis Pyrénées : 6, 9, 10, 14, 20A, 20B, navette étudiants
- STAP Evadour : 8, 11
- Transport Lacoste 18

La ligne 6 est co exploitée par Keolis Tarbes Lourdes Pyrénées et Keolis Pyrénées.

Keolis TLP
Keolis Pyrénées
Transport Lacoste

## Lignes du réseau
Le réseau est constitué de :
- 18 lignes numérotées de 1 à 18 du lundi au samedi.
- Une ligne (20) séparée en trois services; S1 Bours, S2 Chis, S3 Orleix du lundi au vendredi en période scolaire.
- 1 Navette électrique et gratuite desservant l'hyper centre du lundi au samedi.
- Une navette gratuite pour le marché, place du Foirail le jeudi.
- Une navette dominicale desservant les principaux logements étudiants au départ de la gare SNCF.
- Deux navettes reliant la gare SNCF au L.P. Sixte Vignon et Lycée Adriana le lundi matin.
- 1 service de transport à la demande (TAD)
- Handibus, le service pour personne à mobilité réduite (PMR°

### Lignes semaine
| Ligne | Caractéristiques | Caractéristiques                                                                                             | Caractéristiques                                                                                             | Caractéristiques                                                                                             | Caractéristiques                                                                                             | Caractéristiques                                                                                             | Caractéristiques                                                                                             | Caractéristiques                                                                                             | Caractéristiques                                                                                             |
| 1     | Bordères-sur-l'Échez — Route de Bours ⥋ Tarbes — Lycée Lautreamont / Z.I. Bastillac / Ibos — Échangeur Ouest | Bordères-sur-l'Échez — Route de Bours ⥋ Tarbes — Lycée Lautreamont / Z.I. Bastillac / Ibos — Échangeur Ouest | Bordères-sur-l'Échez — Route de Bours ⥋ Tarbes — Lycée Lautreamont / Z.I. Bastillac / Ibos — Échangeur Ouest | Bordères-sur-l'Échez — Route de Bours ⥋ Tarbes — Lycée Lautreamont / Z.I. Bastillac / Ibos — Échangeur Ouest | Bordères-sur-l'Échez — Route de Bours ⥋ Tarbes — Lycée Lautreamont / Z.I. Bastillac / Ibos — Échangeur Ouest | Bordères-sur-l'Échez — Route de Bours ⥋ Tarbes — Lycée Lautreamont / Z.I. Bastillac / Ibos — Échangeur Ouest | Bordères-sur-l'Échez — Route de Bours ⥋ Tarbes — Lycée Lautreamont / Z.I. Bastillac / Ibos — Échangeur Ouest | Bordères-sur-l'Échez — Route de Bours ⥋ Tarbes — Lycée Lautreamont / Z.I. Bastillac / Ibos — Échangeur Ouest | Bordères-sur-l'Échez — Route de Bours ⥋ Tarbes — Lycée Lautreamont / Z.I. Bastillac / Ibos — Échangeur Ouest |
| ----- | --- | --- | --- | --- | --- | --- | --- | --- | --- |
| 1     | Ouverture / Fermeture — / 16 octobre 2020 | Longueur —                                                                                                   | Durée 40 min                                                                                                 | Nb. d’arrêts 35                                                                                              | Matériel Standards / midi-bus                                                                                | Jours de fonctionnement L, Ma, Me, J, V, S                                                                   | Jour / Soir / Nuit / Fêtes O / N / N / N                                                                     | Voy. / an —                                                                                                  | Exploitant Keolis GT                                                                                         |
| 1     | Desserte : - Villes et lieux desservis : Bordères-sur-l'Échez (Route de Bours, Route de Bordeaux), Tarbes (FJT - Foyer des Jeunes Travailleurs, Centre Commercial, Cimetière Nord, Groupe Scolaire La Providence, EDF Arsenal, Jardin Massey, Clarac, Place de Verdun, Allées Leclerc, Groupe Scolaire Jean Moulin, Lycée J. Dupuy, ENI, Résidence Étudiants, Lycée Lautréamont, Zone Industrielle Bastillac, C.F.A.), Ibos (Route de Juillan, ZAC des Pyrénées, Échangeur Ouest) - Gares desservies : Aucune | | | | | | | | |
| 1     | Autre : - Arrêts non accessibles aux UFR : — - Particularités : - Date de dernière mise à jour : 1er juin 2016. | | | | | | | | |
| 1     | Dernière actualisation : — | | | | | | | | |
| 2     | Tarbes — Laubadère (Le Grand Tarbes) ⥋ Tarbes — Parc des Expositions | Tarbes — Laubadère (Le Grand Tarbes) ⥋ Tarbes — Parc des Expositions                                         | Tarbes — Laubadère (Le Grand Tarbes) ⥋ Tarbes — Parc des Expositions                                         | Tarbes — Laubadère (Le Grand Tarbes) ⥋ Tarbes — Parc des Expositions                                         | Tarbes — Laubadère (Le Grand Tarbes) ⥋ Tarbes — Parc des Expositions                                         | Tarbes — Laubadère (Le Grand Tarbes) ⥋ Tarbes — Parc des Expositions                                         | Tarbes — Laubadère (Le Grand Tarbes) ⥋ Tarbes — Parc des Expositions                                         | Tarbes — Laubadère (Le Grand Tarbes) ⥋ Tarbes — Parc des Expositions                                         | Tarbes — Laubadère (Le Grand Tarbes) ⥋ Tarbes — Parc des Expositions                                         |
| 2     | Ouverture / Fermeture — / 16 octobre 2020 | Longueur —                                                                                                   | Durée 35 min                                                                                                 | Nb. d’arrêts 39                                                                                              | Matériel Standards                                                                                           | Jours de fonctionnement L, Ma, Me, J, V, S                                                                   | Jour / Soir / Nuit / Fêtes O / N / N / N                                                                     | Voy. / an —                                                                                                  | Exploitant Keolis GT                                                                                         |
| 2     | Desserte : - Villes et lieux desservis : Tarbes (Laudadère, Le Grand Tarbes, Stade, Collège Paul Eluard, Hôtel des Impôts, Lycée Reffye, Gare SNCF, Place de Verdun, Hôtel de Police, Mairie, Avenue de la Marne, Palais des Sports, Centre Commercial, Cité Mouysset, Cité Figarol, Halle Brauhauban, Parc des Expositions) - Gares desservies : Gare de Tarbes | | | | | | | | |
| 2     | Autre : - Arrêts non accessibles aux UFR : — - Particularités : - Date de dernière mise à jour : 1er juin 2016. | | | | | | | | |
| 2     | Dernière actualisation : — | | | | | | | | |
| 3     | Tarbes — Centre Universitaire ⥋ Tarbes — L.P. Sixte Vignon | Tarbes — Centre Universitaire ⥋ Tarbes — L.P. Sixte Vignon                                                   | Tarbes — Centre Universitaire ⥋ Tarbes — L.P. Sixte Vignon                                                   | Tarbes — Centre Universitaire ⥋ Tarbes — L.P. Sixte Vignon                                                   | Tarbes — Centre Universitaire ⥋ Tarbes — L.P. Sixte Vignon                                                   | Tarbes — Centre Universitaire ⥋ Tarbes — L.P. Sixte Vignon                                                   | Tarbes — Centre Universitaire ⥋ Tarbes — L.P. Sixte Vignon                                                   | Tarbes — Centre Universitaire ⥋ Tarbes — L.P. Sixte Vignon                                                   | Tarbes — Centre Universitaire ⥋ Tarbes — L.P. Sixte Vignon                                                   |
| 3     | Ouverture / Fermeture — / 16 octobre 2020 | Longueur —                                                                                                   | Durée 35 min                                                                                                 | Nb. d’arrêts 32                                                                                              | Matériel Standards                                                                                           | Jours de fonctionnement L, Ma, Me, J, V, S                                                                   | Jour / Soir / Nuit / Fêtes O / N / N / N                                                                     | Voy. / an —                                                                                                  | Exploitant Keolis GT                                                                                         |
| 3     | Desserte : - Villes et lieux desservis : Tarbes (Centre Universitaire, Ecole Henri IV, Centre Commercial, Cimetière de la Sède, Parc des Haras, Place de Verdun, Hôtel de Police, Mairie, Gare Routière, Halle Brauhauban, Avenue de la Marne, Rives de l'Adour, Foyer des Castors, L.P. Sixte Vignon) - Gares desservies : Aucune | | | | | | | | |
| 3     | Autre : - Arrêts non accessibles aux UFR : — - Particularités : - Date de dernière mise à jour : 1er juin 2016. | | | | | | | | |
| 3     | Dernière actualisation : — | | | | | | | | |
| 4     | Tarbes — Centre Hospitalier ⥋ Tarbes — Château d'Urac | Tarbes — Centre Hospitalier ⥋ Tarbes — Château d'Urac                                                        | Tarbes — Centre Hospitalier ⥋ Tarbes — Château d'Urac                                                        | Tarbes — Centre Hospitalier ⥋ Tarbes — Château d'Urac                                                        | Tarbes — Centre Hospitalier ⥋ Tarbes — Château d'Urac                                                        | Tarbes — Centre Hospitalier ⥋ Tarbes — Château d'Urac                                                        | Tarbes — Centre Hospitalier ⥋ Tarbes — Château d'Urac                                                        | Tarbes — Centre Hospitalier ⥋ Tarbes — Château d'Urac                                                        | Tarbes — Centre Hospitalier ⥋ Tarbes — Château d'Urac                                                        |
| 4     | Ouverture / Fermeture — / 16 octobre 2020 | Longueur —                                                                                                   | Durée 35 min                                                                                                 | Nb. d’arrêts 34                                                                                              | Matériel Standards                                                                                           | Jours de fonctionnement L, Ma, Me, J, V, S                                                                   | Jour / Soir / Nuit / Fêtes O / N / N / N                                                                     | Voy. / an —                                                                                                  | Exploitant Keolis GT                                                                                         |
| 4     | Desserte : - Villes et lieux desservis : Tarbes (Centre Hospitalier, École Maternelle H. Wallon, Clinique Ormeau Pyrénées, Piscine Pierre Boyrie, Quartier Soult, Lycée Marie Curie, Parc des Sports, Centre Commercial de l'Ormeau, Clinique de l'Ormeau, Centre de Santé, Place de Verdun, Gare SNCF, Lycée Reffye, Hôtel des Impôts, Place M; Biard, Château d'Urac) - Gares desservies : Gare de Tarbes                                                                                                   | | | | | | | | |
| 4     | Autre : - Arrêts non accessibles aux UFR : — - Particularités : - Date de dernière mise à jour : 1er juin 2016. | | | | | | | | |
| 4     | Dernière actualisation : — | | | | | | | | |
| 5     | Tarbes — Centre Universitaire ⥋ Tarbes — Laubadère (Le Grand Tarbes) | Tarbes — Centre Universitaire ⥋ Tarbes — Laubadère (Le Grand Tarbes)                                         | Tarbes — Centre Universitaire ⥋ Tarbes — Laubadère (Le Grand Tarbes)                                         | Tarbes — Centre Universitaire ⥋ Tarbes — Laubadère (Le Grand Tarbes)                                         | Tarbes — Centre Universitaire ⥋ Tarbes — Laubadère (Le Grand Tarbes)                                         | Tarbes — Centre Universitaire ⥋ Tarbes — Laubadère (Le Grand Tarbes)                                         | Tarbes — Centre Universitaire ⥋ Tarbes — Laubadère (Le Grand Tarbes)                                         | Tarbes — Centre Universitaire ⥋ Tarbes — Laubadère (Le Grand Tarbes)                                         | Tarbes — Centre Universitaire ⥋ Tarbes — Laubadère (Le Grand Tarbes)                                         |
| 5     | Ouverture / Fermeture — / 16 octobre 2020 | Longueur —                                                                                                   | Durée 30 min                                                                                                 | Nb. d’arrêts 28                                                                                              | Matériel Standards                                                                                           | Jours de fonctionnement L, Ma, Me, J, V                                                                      | Jour / Soir / Nuit / Fêtes O / N / N / N                                                                     | Voy. / an —                                                                                                  | Exploitant Keolis GT                                                                                         |
| 5     | Desserte : - Villes et lieux desservis : Tarbes (Centre Universitaire, Cité Débussy, Ecole Henri IV, Centre Commercial, Musée de la Déportation, Place de Verdun, Gare SNCF, Lycée Reffye, Hôtel des Impôts, Laubadère, Le Grand Tarbes) - Gares desservies : Gare de Tarbes | | | | | | | | |
| 5     | Autre : - Arrêts non accessibles aux UFR : — - Particularités : Ligne fonctionnant uniquement du lundi au vendredi en période scolaire. - Date de dernière mise à jour : 1er juin 2016. | | | | | | | | |
| 5     | Dernière actualisation : — | | | | | | | | |
| 6     | Ibos / Ibos — Centre Commercial ⥋ Tarbes — Place Verdun | Ibos / Ibos — Centre Commercial ⥋ Tarbes — Place Verdun                                                      | Ibos / Ibos — Centre Commercial ⥋ Tarbes — Place Verdun                                                      | Ibos / Ibos — Centre Commercial ⥋ Tarbes — Place Verdun                                                      | Ibos / Ibos — Centre Commercial ⥋ Tarbes — Place Verdun                                                      | Ibos / Ibos — Centre Commercial ⥋ Tarbes — Place Verdun                                                      | Ibos / Ibos — Centre Commercial ⥋ Tarbes — Place Verdun                                                      | Ibos / Ibos — Centre Commercial ⥋ Tarbes — Place Verdun                                                      | Ibos / Ibos — Centre Commercial ⥋ Tarbes — Place Verdun                                                      |
| 6     | Ouverture / Fermeture — / 16 octobre 2020 | Longueur —                                                                                                   | Durée 30 min                                                                                                 | Nb. d’arrêts 23                                                                                              | Matériel Standards                                                                                           | Jours de fonctionnement L, Ma, Me, J, V, S                                                                   | Jour / Soir / Nuit / Fêtes O / N / N / N                                                                     | Voy. / an —                                                                                                  | Exploitant Keolis GT Keolis Pyrénées                                                                         |
| 6     | Desserte : - Villes et lieux desservis : Ibos (Place du Pradet, Zélia, Mairie d'Ibos, Centre Commercial Le Méridien, Haut du Pouey, Bas du Pouey), Tarbes (Lycée Adriana, Cité Panorama, Collège des Pyrénées, Hôtel des Impôts, Lycée Reffye, Musée de la Déportation, Place de Verdun) - Gares desservies : Aucune | | | | | | | | |
| 6     | Autre : - Arrêts non accessibles aux UFR : — - Particularités : - Date de dernière mise à jour : 1er juin 2016. | | | | | | | | |
| 6     | Dernière actualisation : — | | | | | | | | |
| 7     | Aureilhan — Les Cèdres ⥋ Tarbes — Place Verdun | Aureilhan — Les Cèdres ⥋ Tarbes — Place Verdun                                                               | Aureilhan — Les Cèdres ⥋ Tarbes — Place Verdun                                                               | Aureilhan — Les Cèdres ⥋ Tarbes — Place Verdun                                                               | Aureilhan — Les Cèdres ⥋ Tarbes — Place Verdun                                                               | Aureilhan — Les Cèdres ⥋ Tarbes — Place Verdun                                                               | Aureilhan — Les Cèdres ⥋ Tarbes — Place Verdun                                                               | Aureilhan — Les Cèdres ⥋ Tarbes — Place Verdun                                                               | Aureilhan — Les Cèdres ⥋ Tarbes — Place Verdun                                                               |
| 7     | Ouverture / Fermeture — / 16 octobre 2020 | Longueur —                                                                                                   | Durée 15 min                                                                                                 | Nb. d’arrêts 20                                                                                              | Matériel Standards                                                                                           | Jours de fonctionnement L, Ma, Me, J, V, S                                                                   | Jour / Soir / Nuit / Fêtes O / N / N / N                                                                     | Voy. / an —                                                                                                  | Exploitant Keolis GT                                                                                         |
| 7     | Desserte : - Villes et lieux desservis : Aureilhan (Les Cèdres, Collège P. Valéry Espace Culture-Loisirs, Maison de Retraite Bout du Pont), Tarbes (Avenue de la Marne, Gare Routière, Halle Brauhauban, Hôtel de Police, Mairie, Place de Verdun) - Gares desservies : Aucune | | | | | | | | |
| 7     | Autre : - Arrêts non accessibles aux UFR : — - Particularités : En 2017, la ligne 7A est devenue ligne 7. - Date de dernière mise à jour : 30 juillet 2017. | | | | | | | | |
| 7     | Dernière actualisation : — | | | | | | | | |
| 8     | Soues ⥋ Tarbes — Place Verdun | Soues ⥋ Tarbes — Place Verdun                                                                                | Soues ⥋ Tarbes — Place Verdun                                                                                | Soues ⥋ Tarbes — Place Verdun                                                                                | Soues ⥋ Tarbes — Place Verdun                                                                                | Soues ⥋ Tarbes — Place Verdun                                                                                | Soues ⥋ Tarbes — Place Verdun                                                                                | Soues ⥋ Tarbes — Place Verdun                                                                                | Soues ⥋ Tarbes — Place Verdun                                                                                |
| 8     | Ouverture / Fermeture — / 16 octobre 2020 | Longueur —                                                                                                   | Durée 45 min                                                                                                 | Nb. d’arrêts 26                                                                                              | Matériel Standards                                                                                           | Jours de fonctionnement L, Ma, Me, J, V, S                                                                   | Jour / Soir / Nuit / Fêtes O / N / N / N                                                                     | Voy. / an —                                                                                                  | Exploitant STAP Evadour                                                                                      |
| 8     | Desserte : - Villes et lieux desservis : Soues (Mairie, Avenue des Pyrénées, Pic du Midi, Louis Pasteur, Cité Pierre), Séméac (Alstom), Tarbes (Place du Foirail, Place de Verdun) - Gares desservies : Aucune | | | | | | | | |
| 8     | Autre : - Arrêts non accessibles aux UFR : — - Particularités : Le samedi et vacances scolaire, la ligne circule sous l'indice 8/11 - Date de dernière mise à jour : 1er juin 2016. | | | | | | | | |
| 8     | Dernière actualisation : — | | | | | | | | |
| 9     | Laloubère — Centre Commercial ⥋ Tarbes — Place Verdun | Laloubère — Centre Commercial ⥋ Tarbes — Place Verdun                                                        | Laloubère — Centre Commercial ⥋ Tarbes — Place Verdun                                                        | Laloubère — Centre Commercial ⥋ Tarbes — Place Verdun                                                        | Laloubère — Centre Commercial ⥋ Tarbes — Place Verdun                                                        | Laloubère — Centre Commercial ⥋ Tarbes — Place Verdun                                                        | Laloubère — Centre Commercial ⥋ Tarbes — Place Verdun                                                        | Laloubère — Centre Commercial ⥋ Tarbes — Place Verdun                                                        | Laloubère — Centre Commercial ⥋ Tarbes — Place Verdun                                                        |
| 9     | Ouverture / Fermeture — / 16 octobre 2020 | Longueur —                                                                                                   | Durée 40 min                                                                                                 | Nb. d’arrêts 20                                                                                              | Matériel Standards                                                                                           | Jours de fonctionnement L, Ma, Me, J, V, S                                                                   | Jour / Soir / Nuit / Fêtes O / N / N / N                                                                     | Voy. / an —                                                                                                  | Exploitant Keolis Pyrénées                                                                                   |
| 9     | Desserte : - Villes et lieux desservis : Laloubère (Centre Commercial Géant Casino, Mairie, Rue de l'Hippodrome), Tarbes (Collège Victor Hugo, Régiment de Bigorre, Allées Leclerc, Place de Verdun) - Gares desservies : Aucune | | | | | | | | |
| 9     | Autre : - Arrêts non accessibles aux UFR : — - Particularités : Le samedi et vacances scolaire, la ligne circule sous l'indice 8/11 - Date de dernière mise à jour : 1er juin 2016. | | | | | | | | |
| 9     | Dernière actualisation : — | | | | | | | | |
| 10    | Odos / Laloubère — Mairie ⥋ Tarbes — Place de Verdun | Odos / Laloubère — Mairie ⥋ Tarbes — Place de Verdun                                                         | Odos / Laloubère — Mairie ⥋ Tarbes — Place de Verdun                                                         | Odos / Laloubère — Mairie ⥋ Tarbes — Place de Verdun                                                         | Odos / Laloubère — Mairie ⥋ Tarbes — Place de Verdun                                                         | Odos / Laloubère — Mairie ⥋ Tarbes — Place de Verdun                                                         | Odos / Laloubère — Mairie ⥋ Tarbes — Place de Verdun                                                         | Odos / Laloubère — Mairie ⥋ Tarbes — Place de Verdun                                                         | Odos / Laloubère — Mairie ⥋ Tarbes — Place de Verdun                                                         |
| 10    | Ouverture / Fermeture — / 16 octobre 2020 | Longueur —                                                                                                   | Durée 30 min                                                                                                 | Nb. d’arrêts 35                                                                                              | Matériel Standards                                                                                           | Jours de fonctionnement L, Ma, Me, J, V, S                                                                   | Jour / Soir / Nuit / Fêtes O / N / N / N                                                                     | Voy. / an —                                                                                                  | Exploitant Keolis Pyrénées                                                                                   |
| 10    | Desserte : - Villes et lieux desservis : Odos (Mairie, Les Jardins de la PenneSoum de Bassia), Laloubère (Centre Commercial Géant Casino, Mairie, Rue de l'Hippodrome), Tarbes (Collège Victor Hugo, Régiment de Bigorre, Allées Leclerc, Place de Verdun) - Gares desservies : Aucune | | | | | | | | |
| 10    | Autre : - Arrêts non accessibles aux UFR : — - Particularités : - Date de dernière mise à jour : 1er juin 2016. | | | | | | | | |
| 10    | Dernière actualisation : — | | | | | | | | |
| 11    | Séméac ⥋ Tarbes — Place Verdun | Séméac ⥋ Tarbes — Place Verdun                                                                               | Séméac ⥋ Tarbes — Place Verdun                                                                               | Séméac ⥋ Tarbes — Place Verdun                                                                               | Séméac ⥋ Tarbes — Place Verdun                                                                               | Séméac ⥋ Tarbes — Place Verdun                                                                               | Séméac ⥋ Tarbes — Place Verdun                                                                               | Séméac ⥋ Tarbes — Place Verdun                                                                               | Séméac ⥋ Tarbes — Place Verdun                                                                               |
| 11    | Ouverture / Fermeture — / 16 octobre 2020 | Longueur —                                                                                                   | Durée 35 min                                                                                                 | Nb. d’arrêts 28                                                                                              | Matériel Standards                                                                                           | Jours de fonctionnement L, Ma, Me, J, V, S                                                                   | Jour / Soir / Nuit / Fêtes O / N / N / N                                                                     | Voy. / an —                                                                                                  | Exploitant Evadour                                                                                           |
| 11    | Desserte : - Villes et lieux desservis : Séméac (Piscine, Mairie, Centre Léo Lagrange), Tarbes (Place du Foirail, Place de Verdun) - Gares desservies : Aucune | | | | | | | | |
| 11    | Autre : - Arrêts non accessibles aux UFR : — - Particularités : Le samedi et vacances scolaire, la ligne circule sous l'indice 8/11 - Date de dernière mise à jour : 1er juin 2016. | | | | | | | | |
| 11    | Dernière actualisation : — | | | | | | | | |
| 12    | (Circulaire) Tarbes - Place de Verdun ⥋ Tarbes — Place Verdun par Arsenal | (Circulaire) Tarbes - Place de Verdun ⥋ Tarbes — Place Verdun par Arsenal                                    | (Circulaire) Tarbes - Place de Verdun ⥋ Tarbes — Place Verdun par Arsenal                                    | (Circulaire) Tarbes - Place de Verdun ⥋ Tarbes — Place Verdun par Arsenal                                    | (Circulaire) Tarbes - Place de Verdun ⥋ Tarbes — Place Verdun par Arsenal                                    | (Circulaire) Tarbes - Place de Verdun ⥋ Tarbes — Place Verdun par Arsenal                                    | (Circulaire) Tarbes - Place de Verdun ⥋ Tarbes — Place Verdun par Arsenal                                    | (Circulaire) Tarbes - Place de Verdun ⥋ Tarbes — Place Verdun par Arsenal                                    | (Circulaire) Tarbes - Place de Verdun ⥋ Tarbes — Place Verdun par Arsenal                                    |
| 12    | Ouverture / Fermeture 1er septembre 2012 / 16 octobre 2020 | Longueur —                                                                                                   | Durée 30 min                                                                                                 | Nb. d’arrêts 12                                                                                              | Matériel mini bus - midi bus                                                                                 | Jours de fonctionnement L, Ma, Me, J, V, S                                                                   | Jour / Soir / Nuit / Fêtes O / N / N / N                                                                     | Voy. / an —                                                                                                  | Exploitant Keolis GT                                                                                         |
| 12    | Desserte : - Villes et lieux desservis : Tarbes (Place de Verdun, Hôtel de Police, Cinémas, MCEF, CFA Industrie, EDF Arsenal, Jardin Massey, Place de Verdun) - Gares desservies : Aucune | | | | | | | | |
| 12    | Autre : - Arrêts non accessibles aux UFR : — - Particularités : Circule dans le sens anti-horaire. - Date de dernière mise à jour : 1er juin 2016. | | | | | | | | |
| 12    | Dernière actualisation : — | | | | | | | | |
| 14    | Bordères-sur-l'Échez Rue des Pyrénées ⥋ Tarbes — Place Verdun | Bordères-sur-l'Échez Rue des Pyrénées ⥋ Tarbes — Place Verdun                                                | Bordères-sur-l'Échez Rue des Pyrénées ⥋ Tarbes — Place Verdun                                                | Bordères-sur-l'Échez Rue des Pyrénées ⥋ Tarbes — Place Verdun                                                | Bordères-sur-l'Échez Rue des Pyrénées ⥋ Tarbes — Place Verdun                                                | Bordères-sur-l'Échez Rue des Pyrénées ⥋ Tarbes — Place Verdun                                                | Bordères-sur-l'Échez Rue des Pyrénées ⥋ Tarbes — Place Verdun                                                | Bordères-sur-l'Échez Rue des Pyrénées ⥋ Tarbes — Place Verdun                                                | Bordères-sur-l'Échez Rue des Pyrénées ⥋ Tarbes — Place Verdun                                                |
| 14    | Ouverture / Fermeture — / 16 octobre 2020 | Longueur —                                                                                                   | Durée 25 min                                                                                                 | Nb. d’arrêts 25                                                                                              | Matériel Standards                                                                                           | Jours de fonctionnement L, Ma, Me, J, V, S                                                                   | Jour / Soir / Nuit / Fêtes O / N / N / N                                                                     | Voy. / an —                                                                                                  | Exploitant Keolis Pyrénées                                                                                   |
| 14    | Desserte : - Villes et lieux desservis : Bordères-sur-l'Échez (Rue des Pyrénées, Liberté, Rue de la Paix, Lotissement Arbizon, C.A.T. Bordères, Place de la Résistance), Tarbes (Hôtel des Impôts, Lycée Reffye, Gare SNCF, Place de Verdun) - Gares desservies : Gare de Tarbes | | | | | | | | |
| 14    | Autre : - Arrêts non accessibles aux UFR : — - Particularités : Circule dans le sens horaire. - Date de dernière mise à jour : 1er juin 2016. | | | | | | | | |
| 14    | Dernière actualisation : — | | | | | | | | |
| 15    | Barbazan-Debat ⥋ Tarbes — Gare Routière | Barbazan-Debat ⥋ Tarbes — Gare Routière                                                                      | Barbazan-Debat ⥋ Tarbes — Gare Routière                                                                      | Barbazan-Debat ⥋ Tarbes — Gare Routière                                                                      | Barbazan-Debat ⥋ Tarbes — Gare Routière                                                                      | Barbazan-Debat ⥋ Tarbes — Gare Routière                                                                      | Barbazan-Debat ⥋ Tarbes — Gare Routière                                                                      | Barbazan-Debat ⥋ Tarbes — Gare Routière                                                                      | Barbazan-Debat ⥋ Tarbes — Gare Routière                                                                      |
| 15    | Ouverture / Fermeture 2 janvier 2013 / 16 octobre 2020 | Longueur —                                                                                                   | Durée 35 min                                                                                                 | Nb. d’arrêts 11                                                                                              | Matériel Standards                                                                                           | Jours de fonctionnement L, Ma, Me, J, V, S                                                                   | Jour / Soir / Nuit / Fêtes O / N / N / N                                                                     | Voy. / an —                                                                                                  | Exploitant Keolis GT                                                                                         |
| 15    | Desserte : - Villes et lieux desservis : Tarbes (Gare Routière, Place du Foirail, Centre Commercial), Séméac (Alstom), Soues (Mairie, Rebisclou), Barbazan-Debat (Église, École Raimbaud, Le Cassoulet) - Gares desservies : Aucune | | | | | | | | |
| 15    | Autre : - Arrêts non accessibles aux UFR : — - Particularités : - Date de dernière mise à jour : 1er juin 2016. | | | | | | | | |
| 15    | Dernière actualisation : — | | | | | | | | |
| 16    | Bours ⥋ Tarbes — Place Verdun | Bours ⥋ Tarbes — Place Verdun                                                                                | Bours ⥋ Tarbes — Place Verdun                                                                                | Bours ⥋ Tarbes — Place Verdun                                                                                | Bours ⥋ Tarbes — Place Verdun                                                                                | Bours ⥋ Tarbes — Place Verdun                                                                                | Bours ⥋ Tarbes — Place Verdun                                                                                | Bours ⥋ Tarbes — Place Verdun                                                                                | Bours ⥋ Tarbes — Place Verdun                                                                                |
| 16    | Ouverture / Fermeture — / 16 octobre 2020 | Longueur —                                                                                                   | Durée 37 min                                                                                                 | Nb. d’arrêts 28                                                                                              | Matériel Standards                                                                                           | Jours de fonctionnement L, Ma, Me, J, V, S                                                                   | Jour / Soir / Nuit / Fêtes O / N / N / N                                                                     | Voy. / an —                                                                                                  | Exploitant Keolis GT                                                                                         |
| 16    | Desserte : - Villes et lieux desservis : Tarbes (Place de Verdun, Hôtel de Police, Mairie, Gare Routière, Halle Brauhauban, Place du Foirail)), Aureilhan (ECLA, Mairie, Cimetière), Orleix (Centre Commercial, Stade, Mairie), Bours (Mairie, Ecole, Loubery) - Gares desservies : Aucune | | | | | | | | |
| 16    | Autre : - Arrêts non accessibles aux UFR : — - Particularités : - Date de dernière mise à jour : 1er juin 2016. | | | | | | | | |
| 16    | Dernière actualisation : — | | | | | | | | |
| 17    | Séméac — Mairie ⥋ Tarbes — Place de Verdun | Séméac — Mairie ⥋ Tarbes — Place de Verdun                                                                   | Séméac — Mairie ⥋ Tarbes — Place de Verdun                                                                   | Séméac — Mairie ⥋ Tarbes — Place de Verdun                                                                   | Séméac — Mairie ⥋ Tarbes — Place de Verdun                                                                   | Séméac — Mairie ⥋ Tarbes — Place de Verdun                                                                   | Séméac — Mairie ⥋ Tarbes — Place de Verdun                                                                   | Séméac — Mairie ⥋ Tarbes — Place de Verdun                                                                   | Séméac — Mairie ⥋ Tarbes — Place de Verdun                                                                   |
| 17    | Ouverture / Fermeture — / 16 octobre 2020 | Longueur —                                                                                                   | Durée 20 min                                                                                                 | Nb. d’arrêts 22                                                                                              | Matériel Standards                                                                                           | Jours de fonctionnement L, Ma, Me, J, V, S                                                                   | Jour / Soir / Nuit / Fêtes O / N / N / N                                                                     | Voy. / an —                                                                                                  | Exploitant Keolis GT                                                                                         |
| 17    | Desserte : - Villes et lieux desservis : Séméac (Mairie), Aureilhan (Maison de Retraite Bout du Pont), Tarbes (Avenue de la Marne, Gare Routière, Halle Brauhauban, Hôtel de Police, Mairie, Place de Verdun) - Gares desservies : Aucune | | | | | | | | |
| 17    | Autre : - Arrêts non accessibles aux UFR : — - Particularités : En 2017, la ligne 7B est devenue ligne 17. - Date de dernière mise à jour : 30 juillet 2017. | | | | | | | | |
| 17    | Dernière actualisation : — | | | | | | | | |
| 18    | Aureilhan / Orleix — Centre Commercial ⥋ Tarbes — Place Verdun | Aureilhan / Orleix — Centre Commercial ⥋ Tarbes — Place Verdun                                               | Aureilhan / Orleix — Centre Commercial ⥋ Tarbes — Place Verdun                                               | Aureilhan / Orleix — Centre Commercial ⥋ Tarbes — Place Verdun                                               | Aureilhan / Orleix — Centre Commercial ⥋ Tarbes — Place Verdun                                               | Aureilhan / Orleix — Centre Commercial ⥋ Tarbes — Place Verdun                                               | Aureilhan / Orleix — Centre Commercial ⥋ Tarbes — Place Verdun                                               | Aureilhan / Orleix — Centre Commercial ⥋ Tarbes — Place Verdun                                               | Aureilhan / Orleix — Centre Commercial ⥋ Tarbes — Place Verdun                                               |
| 18    | Ouverture / Fermeture — / 16 octobre 2020 | Longueur —                                                                                                   | Durée 30 min                                                                                                 | Nb. d’arrêts 40                                                                                              | Matériel Standards                                                                                           | Jours de fonctionnement L, Ma, Me, J, V, S                                                                   | Jour / Soir / Nuit / Fêtes O / N / N / N                                                                     | Voy. / an —                                                                                                  | Exploitant Lacoste                                                                                           |
| 18    | Desserte : - Villes et lieux desservis : Orleix (Centre Commercial), Aureilhan (Cimetière, Mairie, Poste, Les Cèdres,Maison de Retraite Bout du Pont), Tarbes (Avenue de la Marne, Gare Routière, Halle Brauhauban, Hôtel de Police, Mairie, Place de Verdun) - Gares desservies : Aucune | | | | | | | | |
| 18    | Autre : - Arrêts non accessibles aux UFR : — - Particularités : En 2017, la ligne 7C est devenue ligne 18. - Date de dernière mise à jour : 30 juillet 2017. | | | | | | | | |
| 18    | Dernière actualisation : — | | | | | | | | |

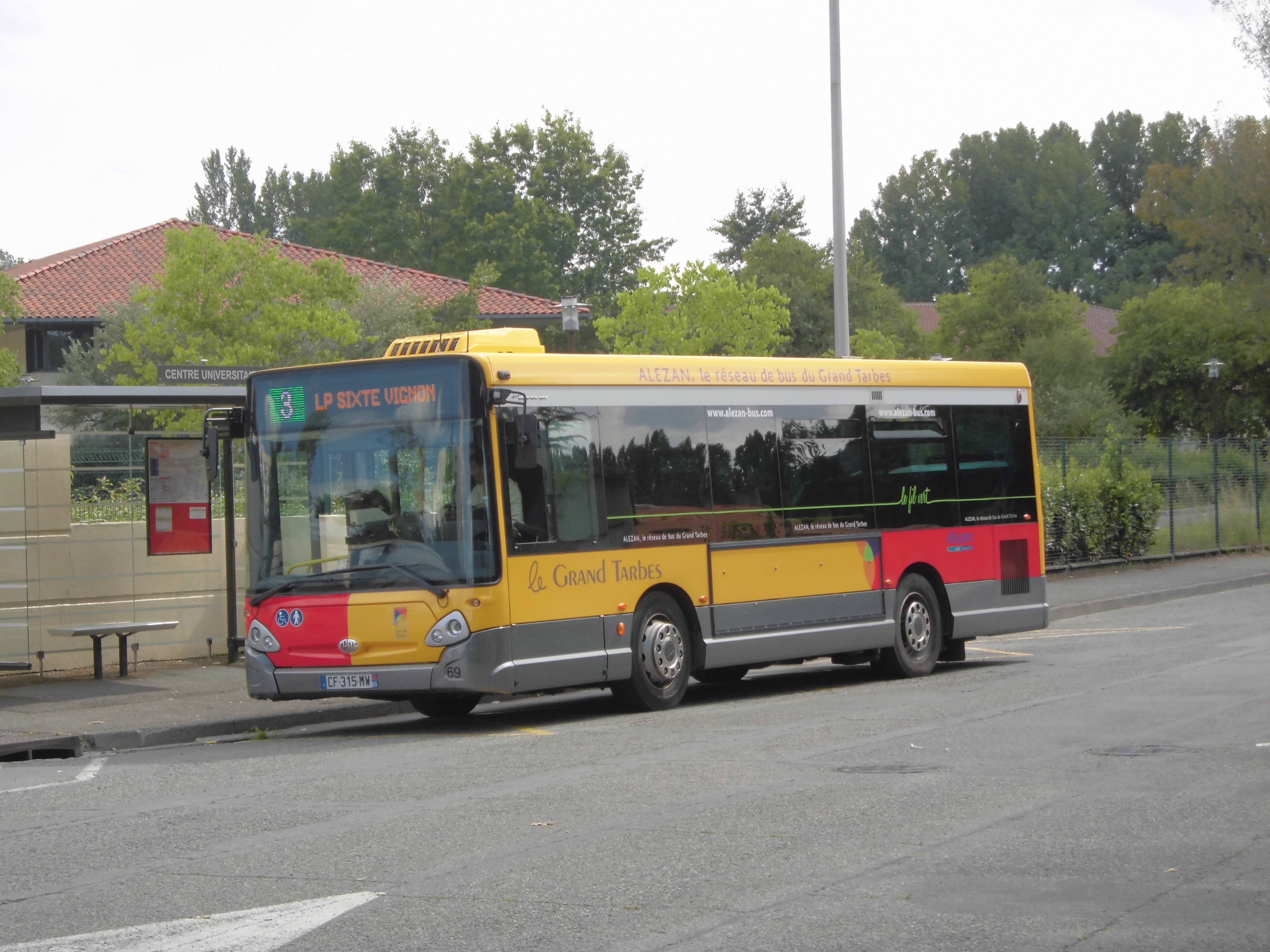
Ligne 3 Centre Universitaire
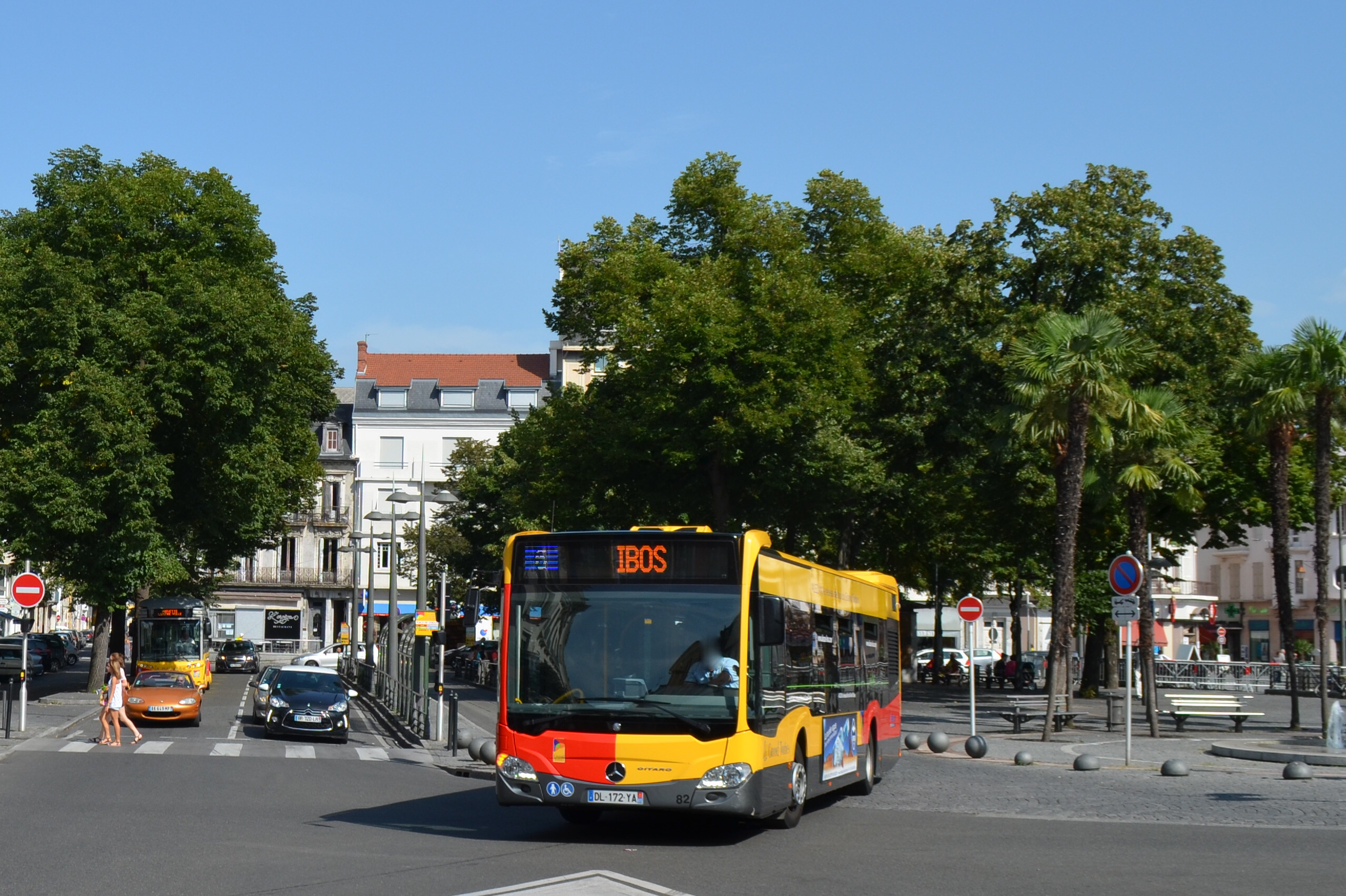
Ligne 6
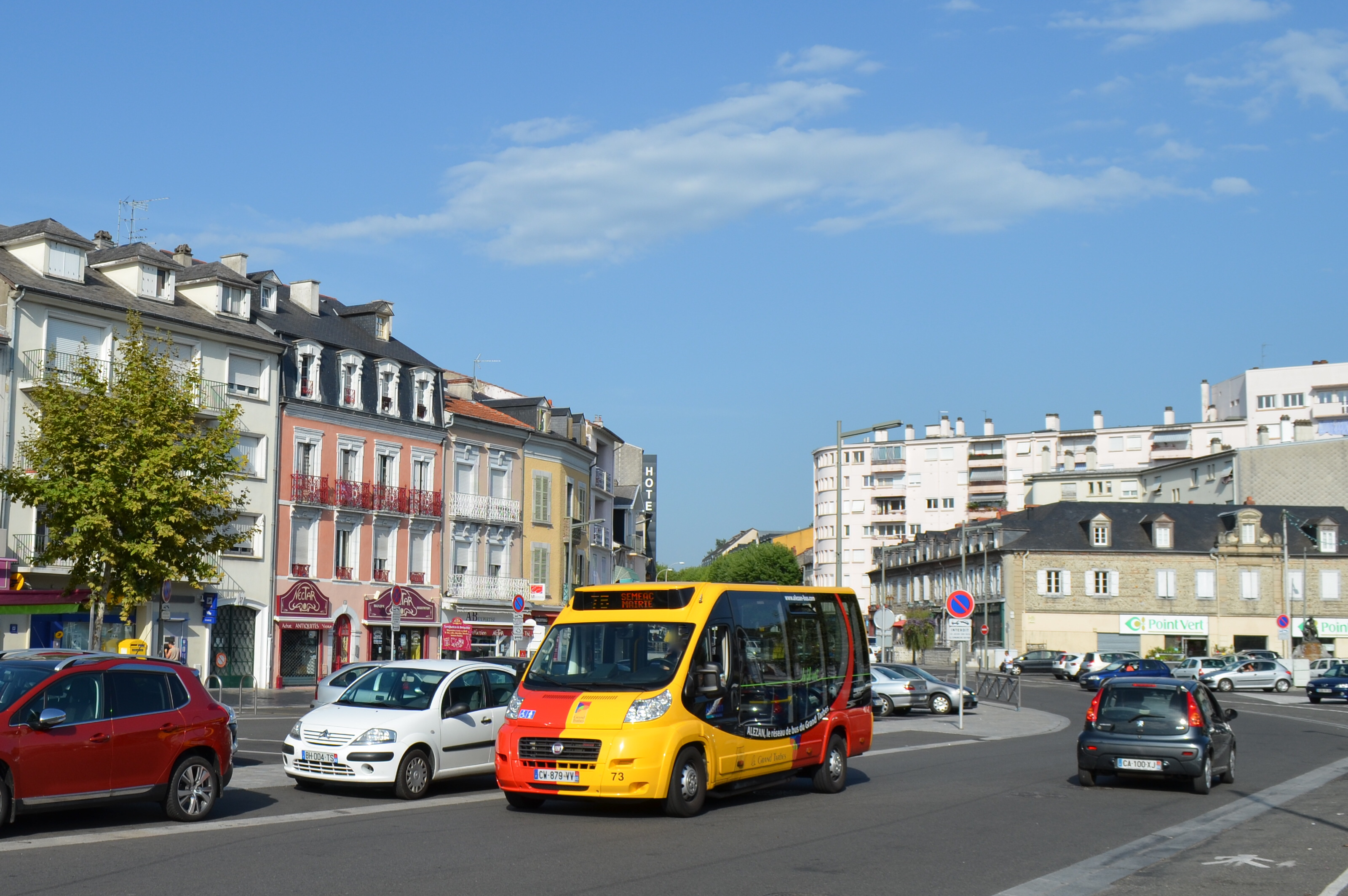
Ligne 7B
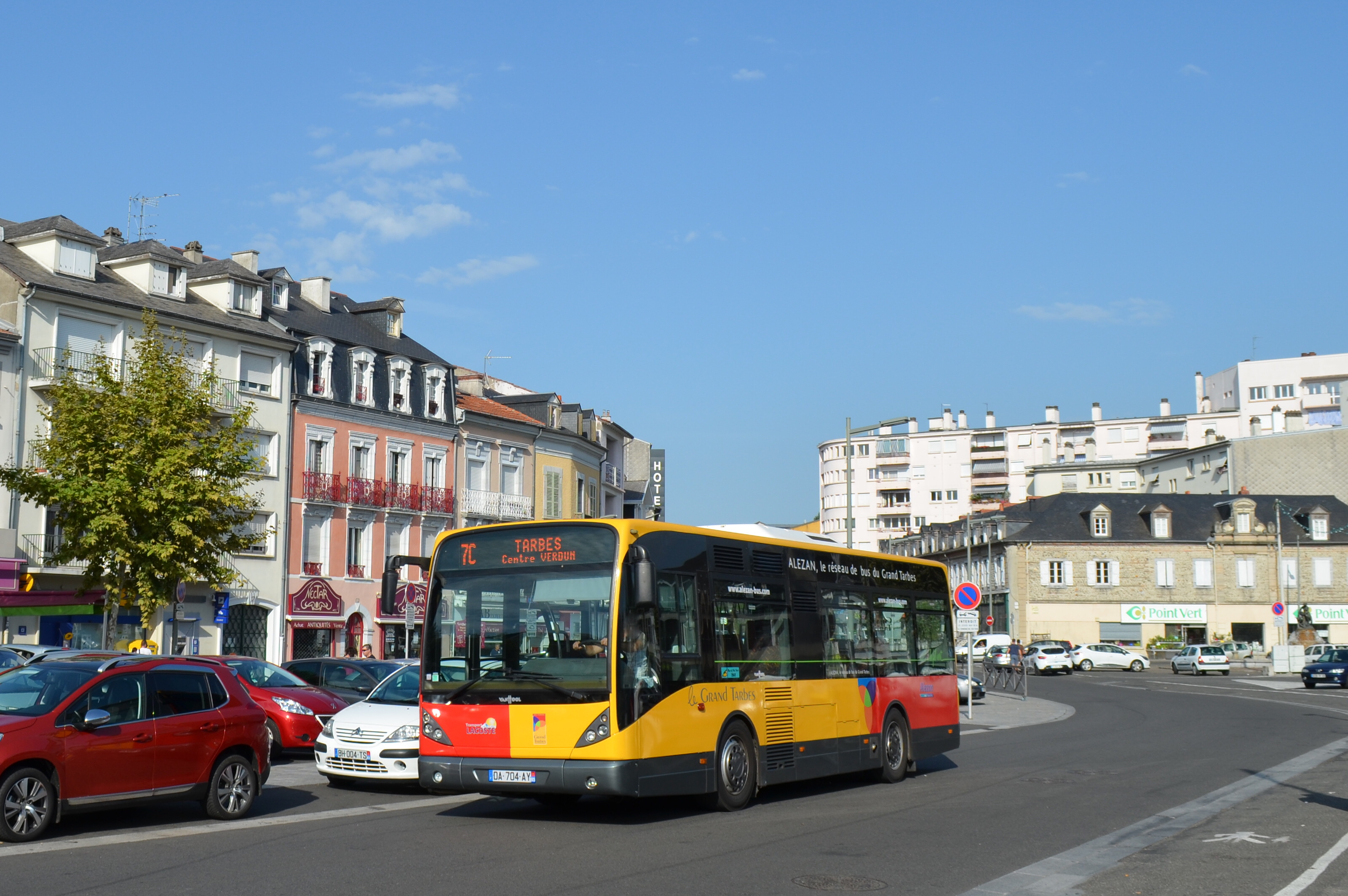
Ligne 7C
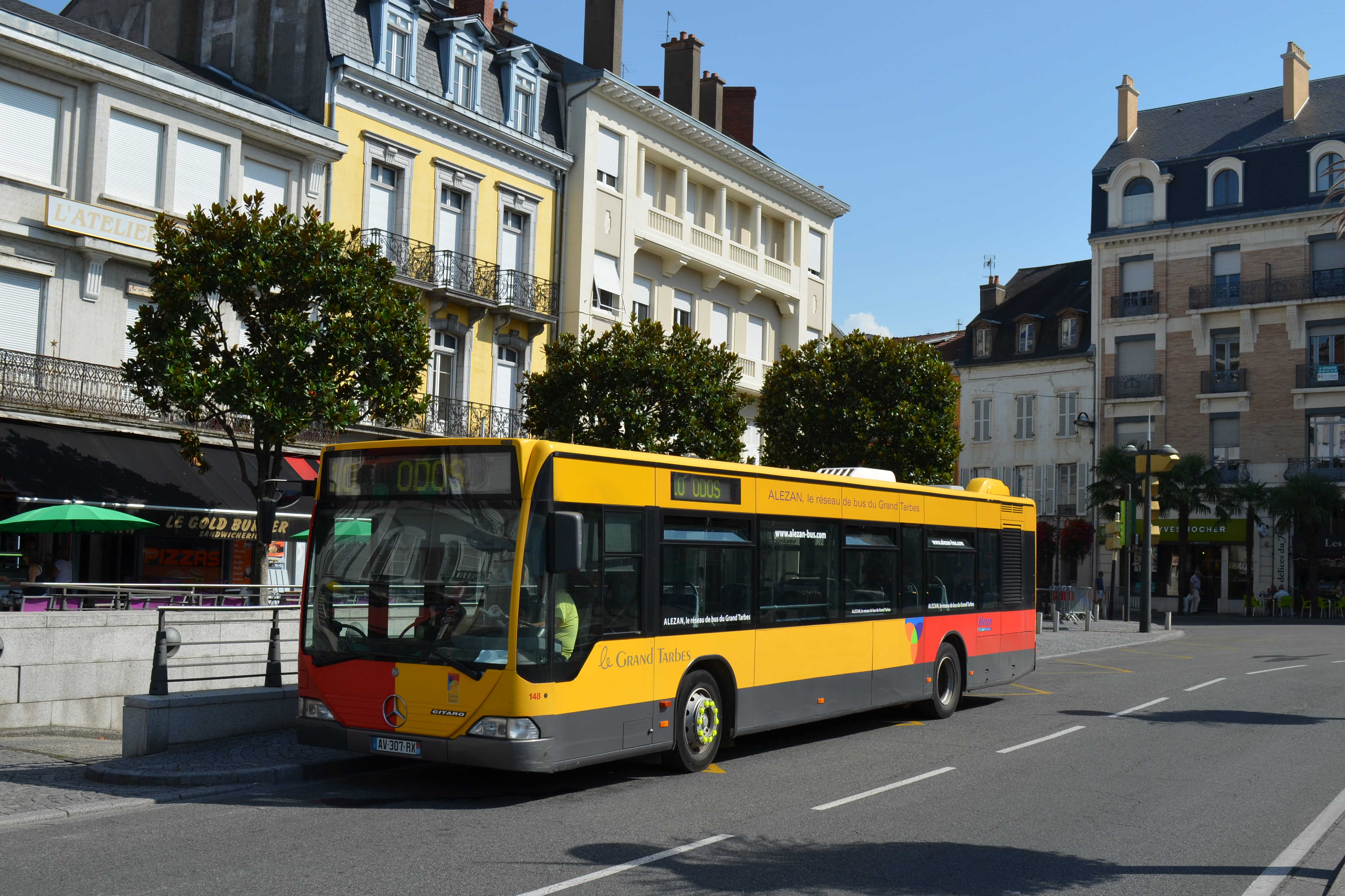
Ligne 10
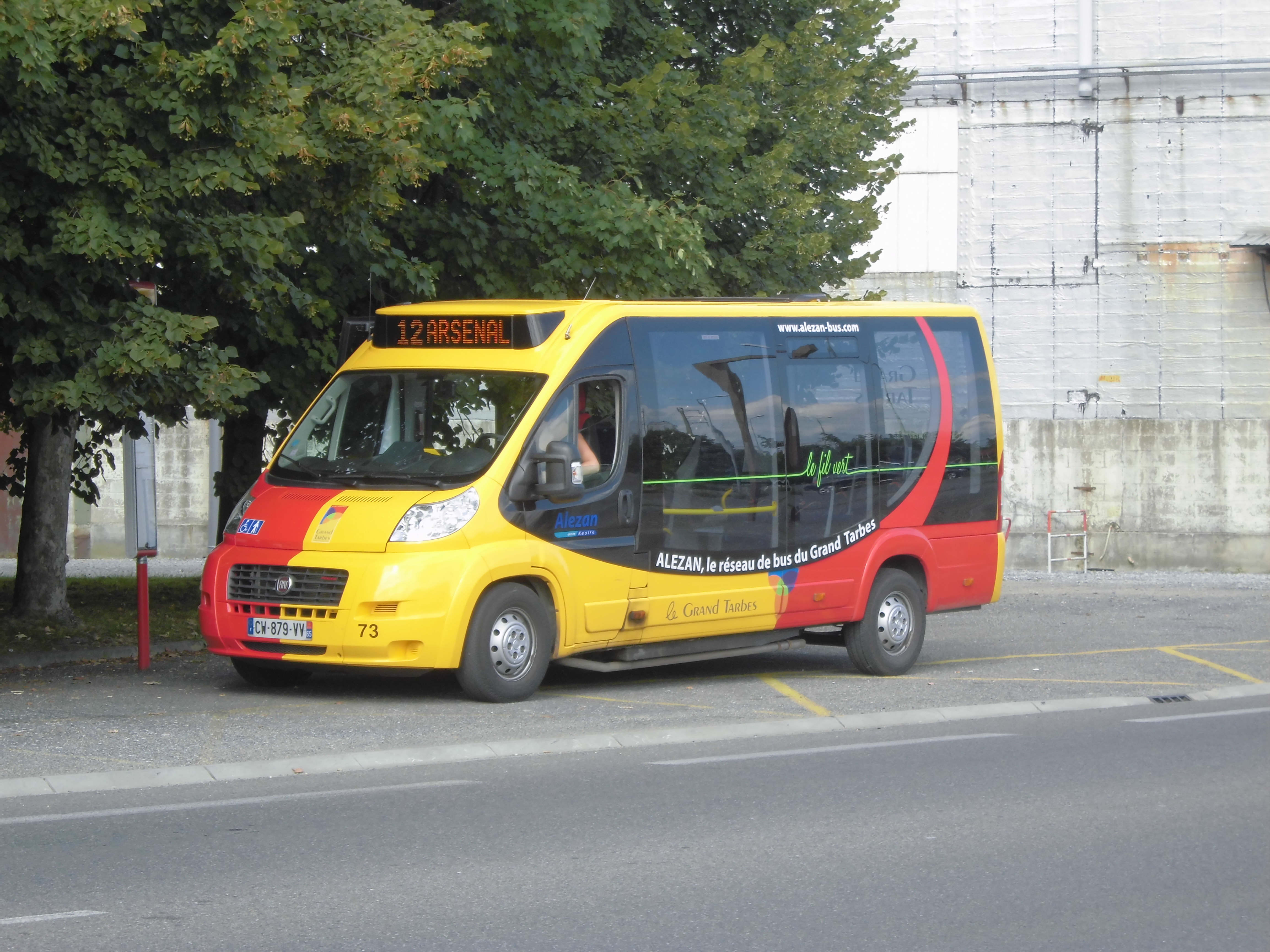
Ligne 12 Cinémas
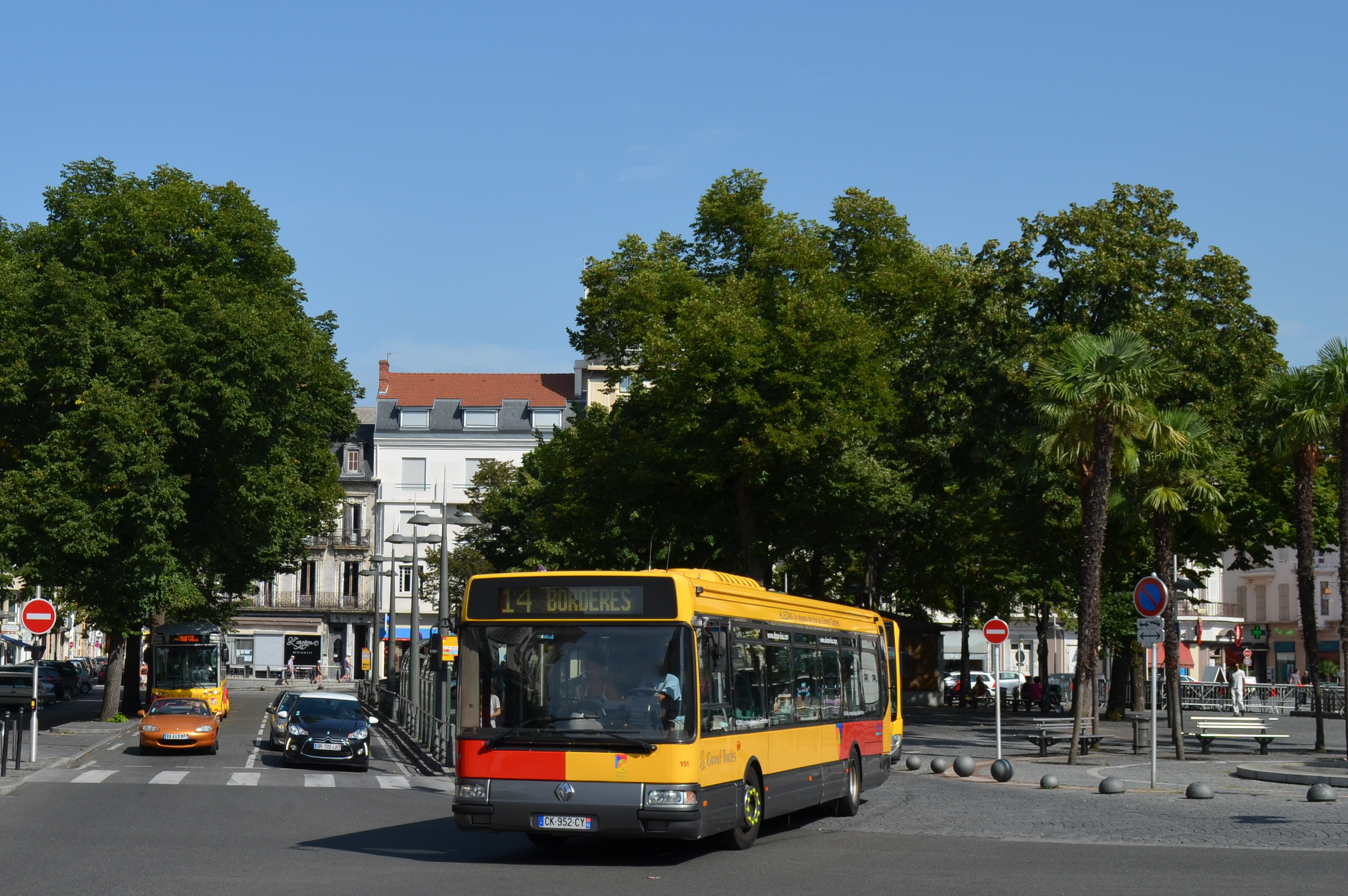
Ligne 14
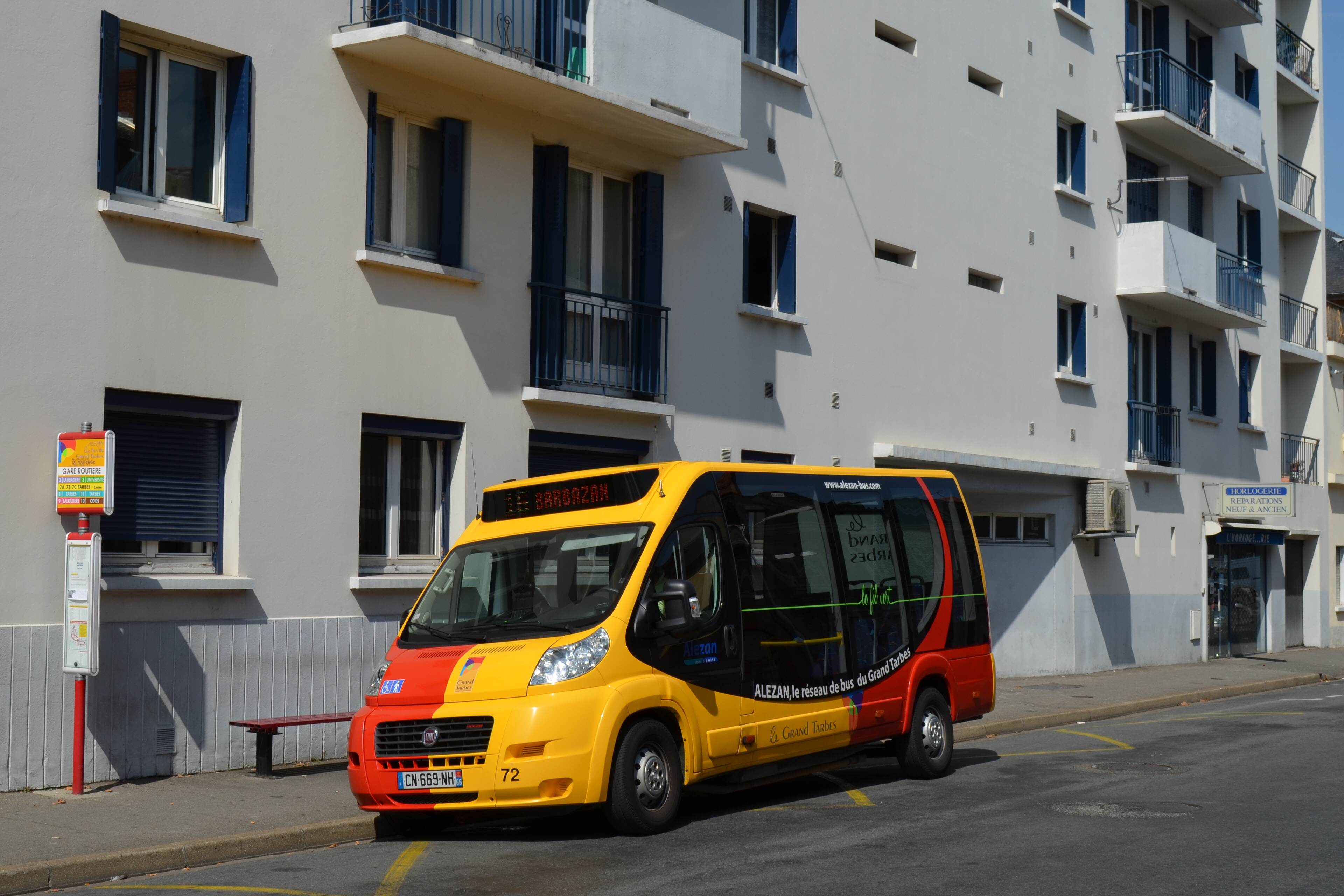
Ligne 15
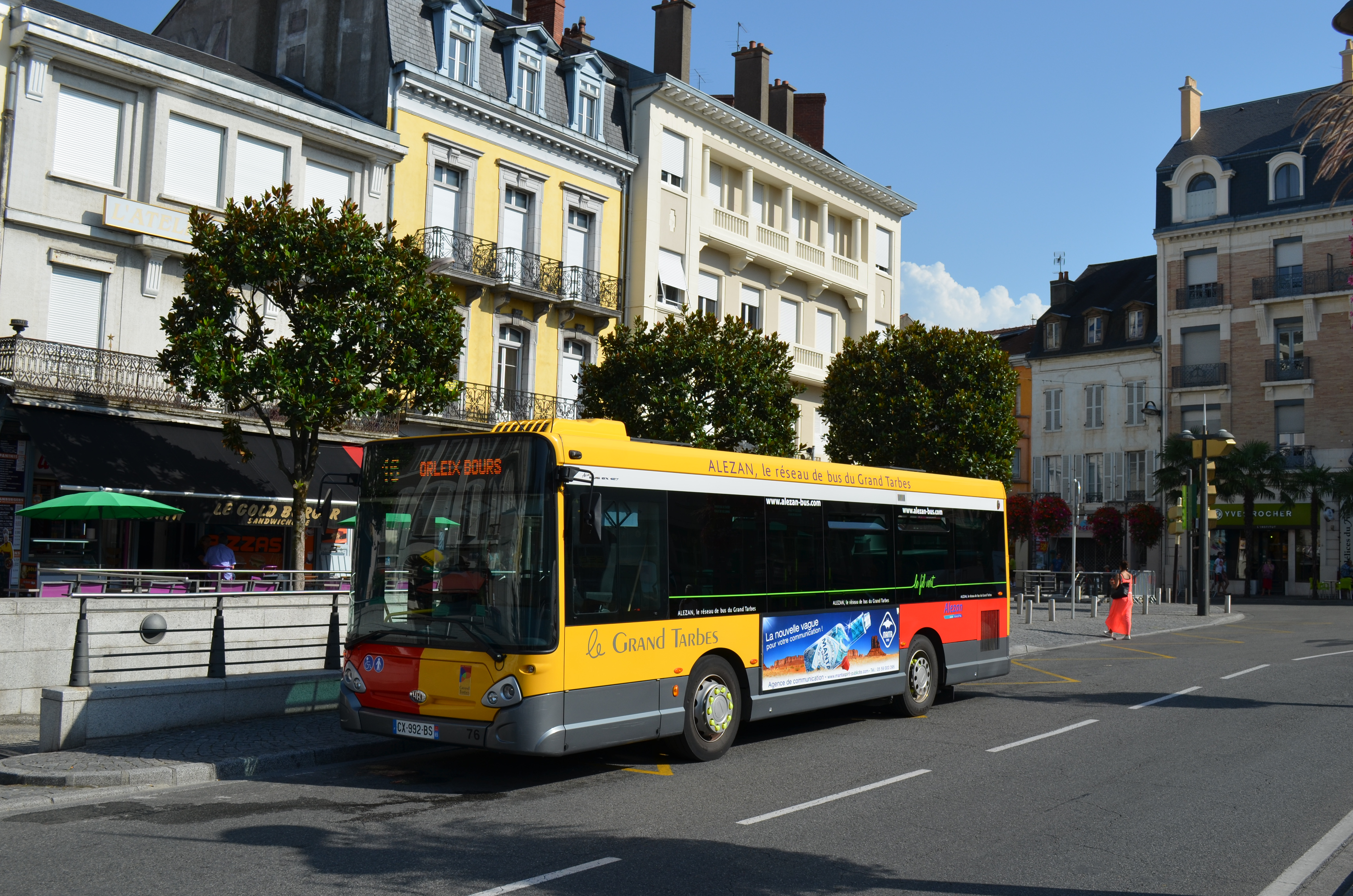
Ligne 16

### Navettes
| Ligne | Caractéristiques | Caractéristiques                                             | Caractéristiques                                             | Caractéristiques                                             | Caractéristiques                                             | Caractéristiques                                             | Caractéristiques                                             | Caractéristiques                                             | Caractéristiques                                             |
| N     | Navette centre-ville | Navette centre-ville                                         | Navette centre-ville                                         | Navette centre-ville                                         | Navette centre-ville                                         | Navette centre-ville                                         | Navette centre-ville                                         | Navette centre-ville                                         | Navette centre-ville                                         |
| N     | (circulaire) Tarbes — Gare Routière ⥋ Tarbes — Gare Routière | (circulaire) Tarbes — Gare Routière ⥋ Tarbes — Gare Routière | (circulaire) Tarbes — Gare Routière ⥋ Tarbes — Gare Routière | (circulaire) Tarbes — Gare Routière ⥋ Tarbes — Gare Routière | (circulaire) Tarbes — Gare Routière ⥋ Tarbes — Gare Routière | (circulaire) Tarbes — Gare Routière ⥋ Tarbes — Gare Routière | (circulaire) Tarbes — Gare Routière ⥋ Tarbes — Gare Routière | (circulaire) Tarbes — Gare Routière ⥋ Tarbes — Gare Routière | (circulaire) Tarbes — Gare Routière ⥋ Tarbes — Gare Routière |
| ----- | --- | ------------------------------------------------------------ | ------------------------------------------------------------ | ------------------------------------------------------------ | ------------------------------------------------------------ | ------------------------------------------------------------ | ------------------------------------------------------------ | ------------------------------------------------------------ | ------------------------------------------------------------ |
| N     | Ouverture / Fermeture — / 16 octobre 2020 | Longueur —                                                   | Durée 20 min                                                 | Nb. d’arrêts 15                                              | Matériel Minibus                                             | Jours de fonctionnement L, Ma, Me, J, V, S                   | Jour / Soir / Nuit / Fêtes O / N / N / N                     | Voy. / an —                                                  | Exploitant Keolis GT                                         |
| N     | Desserte : - Villes et lieux desservis : Centre-ville de Tarbes (Gare Routière, Marché Brauhauban, Office de Tourisme, Gare SNCF, Place de Verdun, Conseil Départemental / Préfecture, Musée de la Déportation, Palais de Justice, Hôtel de Ville, Place Marcadieu) - Gares desservies : Gare de Tarbes |                                                              |                                                              |                                                              |                                                              |                                                              |                                                              |                                                              |                                                              |
| N     | Autre : - Arrêts non accessibles aux UFR : — - Particularités : Ligne, gratuite - Date de dernière mise à jour : 24 mai 2015. |                                                              |                                                              |                                                              |                                                              |                                                              |                                                              |                                                              |                                                              |
| N     | Dernière actualisation : — |                                                              |                                                              |                                                              |                                                              |                                                              |                                                              |                                                              |                                                              |
| N     | Navette du marché | Navette du marché                                            | Navette du marché                                            | Navette du marché                                            | Navette du marché                                            | Navette du marché                                            | Navette du marché                                            | Navette du marché                                            | Navette du marché                                            |
| N     | Tarbes — Parc des Expositions ⥋ Tarbes — Place du Foirail |                                                              |                                                              |                                                              |                                                              |                                                              |                                                              |                                                              |                                                              |
| N     | Ouverture / Fermeture — / 14 octobre 2020 | Longueur —                                                   | Durée —                                                      | Nb. d’arrêts 2                                               | Matériel Minibus                                             | Jours de fonctionnement J                                    | Jour / Soir / Nuit / Fêtes O / N / N / N                     | Voy. / an —                                                  | Exploitant Keolis GT                                         |
| N     | Desserte : - Villes et lieux desservis : Tarbes (Parc des Expositions, Place du Foirail) - Gares desservies : Aucune |                                                              |                                                              |                                                              |                                                              |                                                              |                                                              |                                                              |                                                              |
| N     | Autre : - Arrêts non accessibles aux UFR : — - Particularités : Ligne, gratuite - Date de dernière mise à jour : 24 mai 2015. |                                                              |                                                              |                                                              |                                                              |                                                              |                                                              |                                                              |                                                              |
| N     | Dernière actualisation : — |                                                              |                                                              |                                                              |                                                              |                                                              |                                                              |                                                              |                                                              |
| N     | Navette étudiants | Navette étudiants                                            | Navette étudiants                                            | Navette étudiants                                            | Navette étudiants                                            | Navette étudiants                                            | Navette étudiants                                            | Navette étudiants                                            | Navette étudiants                                            |
| N     | Tarbes — Gare SNCF ⥋ Tarbes — LP Lautréamont |                                                              |                                                              |                                                              |                                                              |                                                              |                                                              |                                                              |                                                              |
| N     | Ouverture / Fermeture — / 11 octobre 2020 | Longueur —                                                   | Durée 27 min                                                 | Nb. d’arrêts 9                                               | Matériel Standards                                           | Jours de fonctionnement Dimanche                             | Jour / Soir / Nuit / Fêtes O / O / N / N                     | Voy. / an —                                                  | Exploitant Keolis Pyrénées                                   |
| N     | Desserte : - Villes et lieux desservis : Tarbes (Gare SNCF, Place de Verdun, Lycée Marie Curie, LP Jean Dupuy, IUT, ENI, Résidence Bastillac, LP Lautréamont) - Gares desservies : Gare de Tarbes |                                                              |                                                              |                                                              |                                                              |                                                              |                                                              |                                                              |                                                              |
| N     | Autre : - Arrêts non accessibles aux UFR : — - Particularités : 5 départs depuis la gare SNCF. - Date de dernière mise à jour : 30 juillet 2017. |                                                              |                                                              |                                                              |                                                              |                                                              |                                                              |                                                              |                                                              |
| N     | Dernière actualisation : — |                                                              |                                                              |                                                              |                                                              |                                                              |                                                              |                                                              |                                                              |
| N     | Navette étudiants | Navette étudiants                                            | Navette étudiants                                            | Navette étudiants                                            | Navette étudiants                                            | Navette étudiants                                            | Navette étudiants                                            | Navette étudiants                                            | Navette étudiants                                            |
| N     | Tarbes — Gare SNCF ⥋ Tarbes — L.P. Sixte Vignon |                                                              |                                                              |                                                              |                                                              |                                                              |                                                              |                                                              |                                                              |
| N     | Ouverture / Fermeture — / 12 octobre 2020 | Longueur —                                                   | Durée 10 min                                                 | Nb. d’arrêts 2                                               | Matériel Standards                                           | Jours de fonctionnement Lundi                                | Jour / Soir / Nuit / Fêtes O / N / N / N                     | Voy. / an —                                                  | Exploitant —                                                 |
| N     | Desserte : - Villes et lieux desservis : Tarbes (Gare SNCF, L.P. Sixte Vignon) - Gares desservies : Gare de Tarbes |                                                              |                                                              |                                                              |                                                              |                                                              |                                                              |                                                              |                                                              |
| N     | Autre : - Arrêts non accessibles aux UFR : — - Particularités : 1 départ depuis la gare SNCF. - Date de dernière mise à jour : 30 juillet 2017. |                                                              |                                                              |                                                              |                                                              |                                                              |                                                              |                                                              |                                                              |
| N     | Dernière actualisation : — |                                                              |                                                              |                                                              |                                                              |                                                              |                                                              |                                                              |                                                              |
| N     | Navette étudiants | Navette étudiants                                            | Navette étudiants                                            | Navette étudiants                                            | Navette étudiants                                            | Navette étudiants                                            | Navette étudiants                                            | Navette étudiants                                            | Navette étudiants                                            |
| N     | Tarbes — Gare SNCF ⥋ Tarbes — Lycée Adriana |                                                              |                                                              |                                                              |                                                              |                                                              |                                                              |                                                              |                                                              |
| N     | Ouverture / Fermeture — / 12 octobre 2020 | Longueur —                                                   | Durée 10 min                                                 | Nb. d’arrêts 2                                               | Matériel Standards                                           | Jours de fonctionnement Lundi                                | Jour / Soir / Nuit / Fêtes O / N / N / N                     | Voy. / an —                                                  | Exploitant —                                                 |
| N     | Desserte : - Villes et lieux desservis : Tarbes (Gare SNCF, Lycée de l'Horticulture et du Paysage Adriana) - Gares desservies : Gare de Tarbes |                                                              |                                                              |                                                              |                                                              |                                                              |                                                              |                                                              |                                                              |
| N     | Autre : - Arrêts non accessibles aux UFR : — - Particularités : 1 départ depuis la gare SNCF. - Date de dernière mise à jour : 30 juillet 2017. |                                                              |                                                              |                                                              |                                                              |                                                              |                                                              |                                                              |                                                              |
| N     | Dernière actualisation : — |                                                              |                                                              |                                                              |                                                              |                                                              |                                                              |                                                              |                                                              |

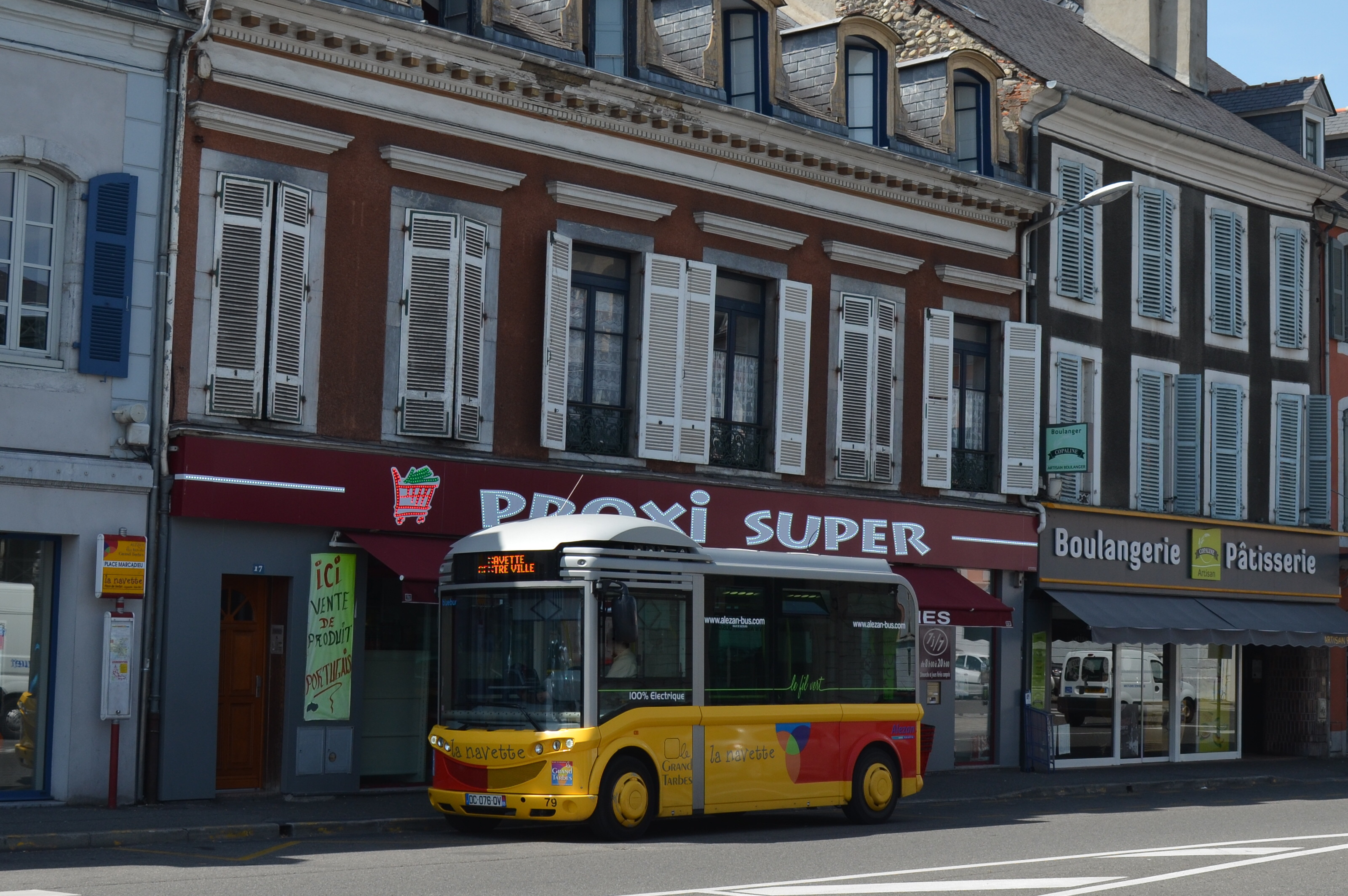
Ligne Navette Centre-Ville

### Service régulier à la demande
| Ligne | Caractéristiques                                                       | Caractéristiques                       | Caractéristiques                       | Caractéristiques                       | Caractéristiques                       | Caractéristiques                        | Caractéristiques                         | Caractéristiques                       | Caractéristiques                       |
| 20A   | Orleix — Bourg ⥋ Tarbes — Place Verdun                                 | Orleix — Bourg ⥋ Tarbes — Place Verdun | Orleix — Bourg ⥋ Tarbes — Place Verdun | Orleix — Bourg ⥋ Tarbes — Place Verdun | Orleix — Bourg ⥋ Tarbes — Place Verdun | Orleix — Bourg ⥋ Tarbes — Place Verdun  | Orleix — Bourg ⥋ Tarbes — Place Verdun   | Orleix — Bourg ⥋ Tarbes — Place Verdun | Orleix — Bourg ⥋ Tarbes — Place Verdun |
| ----- | ---------------------------------------------------------------------- | -------------------------------------- | -------------------------------------- | -------------------------------------- | -------------------------------------- | --------------------------------------- | ---------------------------------------- | -------------------------------------- | -------------------------------------- |
| 20A   | Ouverture / Fermeture — / 15 octobre 2020                              | Longueur —                             | Durée 30 min                           | Nb. d’arrêts 14                        | Matériel —                             | Jours de fonctionnement L, Ma, Me, J, V | Jour / Soir / Nuit / Fêtes O / N / N / N | Voy. / an —                            | Exploitant Keolis Pyrénées             |
| 20A   | Desserte : - Communes : Orleix, Tarbes - Principaux arrêts desservis : |                                        |                                        |                                        |                                        |                                         |                                          |                                        |                                        |
| 20A   | Autre :                                                                |                                        |                                        |                                        |                                        |                                         |                                          |                                        |                                        |
| 20A   | Dernière actualisation : —                                             |                                        |                                        |                                        |                                        |                                         |                                          |                                        |                                        |
| 20B   | Orleix ⥋ Tarbes — Place Verdun                                         | Orleix ⥋ Tarbes — Place Verdun         | Orleix ⥋ Tarbes — Place Verdun         | Orleix ⥋ Tarbes — Place Verdun         | Orleix ⥋ Tarbes — Place Verdun         | Orleix ⥋ Tarbes — Place Verdun          | Orleix ⥋ Tarbes — Place Verdun           | Orleix ⥋ Tarbes — Place Verdun         | Orleix ⥋ Tarbes — Place Verdun         |
| 20B   | Ouverture / Fermeture — / 15 octobre 2020                              | Longueur —                             | Durée 25 min                           | Nb. d’arrêts 11                        | Matériel —                             | Jours de fonctionnement L, Ma, Me, J, V | Jour / Soir / Nuit / Fêtes O / N / N / N | Voy. / an —                            | Exploitant Keolis Pyrénées             |
| 20B   | Desserte : - Communes : Orleix, Tarbes - Principaux arrêts desservis : |                                        |                                        |                                        |                                        |                                         |                                          |                                        |                                        |
| 20B   | Autre :                                                                |                                        |                                        |                                        |                                        |                                         |                                          |                                        |                                        |
| 20B   | Dernière actualisation : —                                             |                                        |                                        |                                        |                                        |                                         |                                          |                                        |                                        |

### Transport à la demande
Les communes de Angos, Chis, Sarouilles, Salles Adour sont desservis.

### Handibus
Il existe un service de transport pour les personnes à mobilité réduite. Dès qu'une personne à mobilité réduite se présente à l'entrée d'un service normal, le conducteur doit appeler le service handibus

## Parc de véhicules
En mai 2017, le parc d'autobus du réseau Alezan est composé de 40 véhicules dont 15 bus standards, 14 midibus et 11 minibus. Au sein de cette flotte, 3 bus fonctionnent à l'électrique, les autres véhicules sont équipés de moteurs Diesel.

### Bus standards
| Constructeur  | Modèle          | Nombre | Numéros de parc | Période de mise en service      | Affectation | Exploitant                                      | Observation |
| ------------- | --------------- | ------ | --------------- | ------------------------------- | ----------- | ----------------------------------------------- | ----------- |
| Heuliez Bus   | GX 107          | 3      | + 3 inconnu     | Entre 1989 à 1995               | 8, 11       | STAP Evadour                                    | –           |
| Mercedes-Benz | Citaro C1       | 2      | 147-148         | Avril 2006                      | 1, 2, 3, 4  | Keolis Tarbes Lourdes Pyrénées                  | –           |
| Mercedes-Benz | Citaro Facelift | 5      | 58, 61-63, 74   | Entre mai 2008 à août 2013      | 1, 2, 3, 4  | Keolis Tarbes Lourdes Pyrénées                  | –           |
| Mercedes-Benz | Citaro C2       | 4      | 25, 81-83       | Entre avril 2014 à juillet 2016 | 2, 4, 6     | Keolis Tarbes Lourdes Pyrénées, Keolis Pyrénées | –           |
| Van Hool      | NewA320         | 1      | + 1 inconnu     | Septembre 2002                  | 8, 11       | STAP Evadour                                    | –           |

### Midibus
| Constructeur  | Modèle    | Nombre | Numéros de parc | Période de mise en service      | Affectation                         | Exploitant                     | Observation |
| ------------- | --------- | ------ | --------------- | ------------------------------- | ----------------------------------- | ------------------------------ | ----------- |
| Heuliez Bus   | GX 127    | 5      | 59-60, 67-69    | Entre mai 2012 et juillet 2013  | 1, 2, 3, 4, 5, 6, 7, 12, 15, 16, 17 | Keolis Tarbes Lourdes Pyrénées | –           |
| Heuliez Bus   | GX 127 L  | 2      | + 2 inconnu     | Avril 2006                      | 8, 11                               | STAP Evadour                   | –           |
| Mercedes-Benz | Citaro K  | 5      | 54-57, 64       | Entre janvier 2008 et mars 2010 | 1, 2, 3, 4, 5, 6, 7, 17             | Keolis Tarbes Lourdes Pyrénées | –           |
| Van Hool      | NewA308   | 1      | + 1 inconnu     | 2003                            | 18                                  | Transport Lacoste              | –           |
| Van Hool      | NewA308 L | 1      | + 1 inconnu     | 1999                            | 18                                  | Transport Lacoste              | –           |

### Minibus
| Constructeur | Modèle         | Nombre | Numéros de parc | Période de mise en service           | Affectation                      | Exploitant                     | Observation |
| ------------ | -------------- | ------ | --------------- | ------------------------------------ | -------------------------------- | ------------------------------ | ----------- |
| Dietrich     | City 21        | 3      | 70, 72-73       | Entre septembre 2012 et juillet 2013 | 12, 15, 16, Navette centre-ville | Keolis Tarbes Lourdes Pyrénées | –           |
| Dietrich     | Modulis        | 2      | 60, 66          | Entre 2008 et 2010                   | TAD                              | Keolis Tarbes Lourdes Pyrénées | –           |
| Gruau        | Electron II    | 3      | 78-80           | Janvier 2014                         | Navette centre-ville             | Keolis Tarbes Lourdes Pyrénées | –           |
| Peugeot      | Boxer II TPMR  | 1      | 46              | 2004                                 | Handibus                         | Keolis Tarbes Lourdes Pyrénées | –           |
| Renault      | Master II TPMR | 1      | 77              | 2013                                 | Handibus                         | Keolis Tarbes Lourdes Pyrénées | –           |
| Renault      | Multirider     | 1      | 65              | 2010                                 | Réserve                          | Keolis Tarbes Lourdes Pyrénées | –           |

### Dépôts
- Le dépôt de Keolis Tarbes Lourdes Pyrénées est situé dans la principauté, au Centre Kennedy, Rue Jean-Loup Chrétien, 65000 Tarbes
- Le dépôt de Keolis Pyrénées est situé dans la principauté, au Rte de Pau, 65420 Ibos
- Le dépôt de STAP Evadour est situé dans la principauté, au Zone De, 2 A Rue Ampère, 65100 Lourdes
- Le dépôt de Transport Lacoste est situé dans la principauté, au Zone De, 31 Rue de l'Industrie, 65800 Aureilhan